# Lars Moen
Lars Magnus Moen (* 29. November 1885 in Lesja, Innlandet; † 22. April 1964 in Dovre, Innlandet) war ein norwegischer Politiker der Arbeiderpartiet, der unter anderem zwischen 1948 und 1953 Minister für Kirchen und Unterricht war.

## Leben

### Schneider, Abgeordneter und KZ-Häftling
Lars Magnus Moen, Sohn von Tore Ingebrigtsen Moen und Marie Larsdatter Dahle, begann nach dem Schulbesuch 1899 eine Berufsausbildung zum Schneider und arbeitete nach Abschluss der Ausbildung von 1903 bis 1910 als Schneidergeselle in Lillehammer und Elverum. 1911 eröffnete er eine eigene Schneiderwerkstatt in Dombås. Seine politische Laufbahn begann er in der Kommunalpolitik und war von 1919 bis 1922 erst Mitglied des Gemeinderates sowie anschließend zwischen 1922 und 1925 Mitglied des Präsidiums des Gemeinderates von Dovre.
1925 wurde Moen für die Arbeiterpartei zunächst stellvertretendes Mitglied des Storting. Bei der Wahl am 17. Oktober 1927 wurde er erstmals zum Mitglied des Storting gewählt und gehörte dieser nach seinen Wiederwahlen 1930, am 16. Oktober 1933 sowie am 19. Oktober 1936 bis zur deutschen Besetzung Norwegens am 9. April 1940. Neben seiner Mitgliedschaft im Storting war er zwischen 1928 und 1937 wieder Mitglied des Gemeinderates von Dovre sowie von 1929 bis 1931 auch Vorsitzender des Baurates von Dombås. 1932 wurde er Vorsitzender der Arbeiderpartit von Gudbrandsdalen und bekleidete diese Funktion mit Unterbrechung während seiner Inhaftierung bis 1948. Er war ferner zwischen 1937 und 1940 Vize-Bürgermeister von Dovre sowie von 1938 bis 1941 erstmals Vorsitzender der Schulbehörde des Fylke Innlandet.
Er befand sich daraufhin zwischen 1941 und 1945 im Polizeihäftlingslager Grini sowie zuletzt im KZ Sachsenhausen. Über seine Gefangenschaft im KZ Sachsenhausen veröffentlichte er nach seiner Befreiung 1945 zusammen mit Olav Dalgard, Bjarne Aanesen und Carl Johan Frederik Jakhelln das Buch Dikt fra Sachsenhausen.

### Wiederwahl zum Abgeordneten und Minister für Kirchen und Unterricht
Nach seiner Befreiung wurde Lars Moen am 8. Oktober 1945, am 10. Oktober 1949 sowie am 12. Oktober 1953 wieder zum Mitglied der Storting gewählt, der er bis zum 30. September 1957 angehörte. Er war zwischen dem 10. Dezember 1945 und dem 28. Juni 1948 Sekretär des Storting-Präsidiums sowie zugleich vom 4. Dezember 1945 bis zum 28. Juni 1948 Sekretär der Fraktion der Arbeiterpartei. Des Weiteren fungierte er vom 13. Dezember 1945 bis zum 28. Juni 1948 als Vorsitzender des Ausschusses für Kirchen und Schulen (Kirke- og skolekomiteen). Darüber hinaus war er zwischen 1945 und 1947 erneut Vorsitzender des Baurates von Dombås sowie von 1945 bis 1948 wieder Vorsitzender der Schulbehörde des Fylke Innlandet.
Am 28. Juni 1948 wurde Moen als Nachfolger von Kaare Fostervoll zum Minister für Kirchen und Unterricht	(Statsråd, Kirke- og undervisningsdepartementet) in die zweite Regierung Gerhardsen berufen. Er hatte dieses Amt bis zum Ende von Gerhardsens Amtszeit am 19. November 1951 inne. Das Amt als Minister für Kirchen und Unterricht bekleidete er im Anschluss zwischen dem 19. November 1951 und dem 9. Dezember 1953 auch in der Regierung Torp, woraufhin Birger Bergersen seine Nachfolge antrat. Die Berufung des gelernten Schneiders zum Minister wurde teilweise kritisiert. Allerdings setzte er sich während seiner Amtszeit verstärkt für das kulturelle Leben in den Dörfern ein. Maßnahmen, die während seiner Zeit als Minister begannen, waren wahrscheinlich weitgehend durch seinen eigenen Hintergrund in einer ländlichen Umgebung motiviert. Dies waren Initiativen wie das Nationaltheater (Nationaltheatret), die Nationalgalerie Oslo (Nasjonalgalleriet) und Norsk Bygdekino, die dazu beitrugen, die Kultur über die Städte hinaus in die Dörfer zu bringen, da von diesen Institutionen bisher nur die Städte profitiert hatten. Es wurden aber auch andere Initiativen ins Leben gerufen, die zur Gestaltung der gesamten norwegischen Kulturentwicklung beigetragen haben, wie die Norwegische Sprachbehörde (Norsk Språknemnd) und wichtige Lehr- und Forschungseinrichtungen wie die Universität Bergen, der Norwegische Forschungsrat für allgemeine Wissenschaft NAVF (Norges allmennvitenskapelige forskningsråd), der 1949 gegründet wurde, und der Norwegische Forschungsrat für Agrarwissenschaften NLVF (Norges landbruksvitenskapelige forskningsråd), dessen Gründung ebenfalls 1949 erfolgte. Ferner präsentierte die ersten Vorschläge für einen 9-jährige Schulbesuch. Nach seinem Ausscheiden aus der Regierung war von 13. Oktober 1954 bis zum 1. Oktober 1957 in der Storting stellvertretender Vorsitzender des Ausschusses für Kirchen und Schulen.

## Veröffentlichung
- Dikt fra Sachsenhausen, Mitautoren Olav Dalgard, Bjarne Aanesen und Carl Johan Frederik Jakhelln, Oslo 1945